# Ezio Bruno Caraceni
Ezio Bruno Caraceni (Chioggia, 4 luglio 1927 – Chioggia, 6 novembre 1986) è stato uno scultore e pittore italiano.

## Biografia
Definire la complessità dell'opera di Bruno Caraceni è difficile in poche parole, artista che soprattutto negli anni cinquanta e sessanta ha cambiato spesso direzione al suo lavoro e molto apprezzato dai critici del tempo come Maurizio Calvesi (curatore delle sue mostre presso la galleria il cavallino di Venezia del 1960 e del 1968). Lionello Venturi che lo definì uno dei più interessanti artisti della sua generazione, Maurizio Fagiolo dell'Arco, Emilio Villa, Bruno Munari, Bruno Alfieri, Francesco Vincitorio e altri, Caraceni si può definire per molte ragioni un innovatore dell'arte italiana degli anni cinquanta e sessanta del XX secolo.
Nella sua opera possiamo, a voler semplificare,  sinteticamente identificare un primo periodo che fa seguito al suo essersi stabilito a Roma in Via Margutta nei primi anni cinquanta, in cui produce manufatti che lui chiama scherzi e che guardano alle opere dei maestri quali Paul Klee e che «si inscrivono nell'ambito di un astrattismo che mantiene aperto il dossier primo-novecentesco, puntando su soluzioni sobrie, calligrafiche, tutte giocate sull'evoluzione lineare, in punta di pennello, che circoscrive elegantemente delle superfici».
A una seconda fase degli anni 1957-1958 di Caraceni si iscrivono opere che guardano alle ricerche allora contemporanee di Burri dei sacchi, lavori che sono un'evoluzione degli stessi sacchi e che vedono l'uso della plastica bruciata su tela. Sono esperimenti e opere che lo vedono anticipare, nell'acquisizione tecnica della plastica fusa spalmata su tela, lo stesso Burri come evidenzia anche Francesco Vincitorio «ha sottolineato, anche di recente, Calvesi, dovrà pur venire il momento di fare i conti con lui. Non tanto per certe cronologie (1957/58) delle sue plastiche combuste, quanto perché della sua generazione (ha superato di poco la quarantina) è stato uno dei più continui, e ad un certo, rimarchevole livello operativo. Forse perché era partito subito nella direzione giusta». Le plastiche combuste sono opere in cui Caraceni dimostra la sua piena adesione all'informale e la sua capacità di portare avanti le ricerche degli stessi maestri dell'arte italiana del periodo come era Burri.
Ma le opere per cui Caraceni è maggiormente innovatore «l'invenzione più convincente di Caraceni (..), in fase di superamento dell'Informale», opere che determinano nella sua arte, verso la fine degli anni cinquanta, il superamento del suo riferimento a Burri del periodo delle plastiche e definiscono la sua identità d'artista proiettata già e in anticipo verso le correnti artistiche del decennio successivo è data dalla realizzazione dei pannelli bianchi o successivamente in legno naturale o con sabbia che a partire dal 1959 egli produce e «dove introduce filo metallico fissato su chiodi. Sono opere che determinano nella sua arte, verso la fine degli anni cinquanta, il superamento del suo riferimento a Burri del periodo delle plastiche, egli infatti intreccia un originale tessuto spaziale, che disegna raffinate geometrie stagliandosi leggero e vibrante su fondo bianco. È un'arte che volge verso l'impercettibile e richiede una fruizione contemplativa, mentale oltre che visiva: il filo visualizza schemi di relazione tra le forme, rapporti reciproci, sintassi di legami interni».
Tali invenzioni rappresentano una novità che anticipa le ricerche della land art successiva di un Christo, sono fili che disegnano relazioni spaziali e mentali su superfici bianche o in materia grezza che quando realizzati su un cerchio rappresentano il mondo per punti e definiscono immagini mentali urbane e del mondo come le successive mappe che come suggerisce Maurizio Calvesi sono «strutture-labirinto suggerite dalle sue mappe degli ultimi anni e in sostanza da un'immagine della città».
È sufficiente pensare i fili di Caraceni coperti di stoffe e si hanno gli impacchettamenti di Christo con molti meno mezzi e senza la necessita di un'implicazione nel reale. Inoltre, se consideriamo che il filo invita lo sguardo dello spettatore a seguirlo si coglie «un certo avvicinamento alle indagini di tipo Optical, interessate all'analisi della percezione e delle sue strutture» un optical della fine degli anni cinquanta che precede l'optical stesso.
La ricerca dei fili prosegue nelle mappe, dove è analizzata, «in modo libero e allusivo, la modalità in cui l'uomo si insedia in un territorio, adattandosi alle plaghe sbilenche concesse da campi e corsi d'acqua e propagandovi la propria geometria». Mappe dove la materia delle opere precedenti diventa piatta e descrittiva, fatta di semplici segni e che molto devono ai costruttivisti russi come Malevič.
Le sue sono anche innovazioni che anticipano di qualche anno l'arte povera per una ricerca che esprime, con l'uso di materiali mai definiti e poveri, grezzi come nelle plastiche e bruti, l'essenzialità del segno. In questo Caraceni si può considerare un artista che è forse troppo in anticipo sull'arte povera per essere collocato e catalogato tra suoi rappresentanti di successo commerciale, ma che rappresenta un trait d'union con la precedente arte informale di Burri. Nelle sue opere plastiche, nelle costruzioni con i fili metallici, nelle mappe si trovano riferimenti alle successive invenzioni migliori di un Boetti (sorprendenti le affinità tra le mappe di Boetti dei primi anni settanta e quelle di Caraceni degli anni sessanta).
Ma non solo, le rare opere costruite unicamente con dei chiodi piantati su una tavola e dipinti, realizzate nei primi anni sessanta ricordano in maniera sorprendente le invenzioni di Bernard Aubertin, queste ultime più geometriche e più decorative, del gruppo zero del decennio successivo. 
In seguito la sua ricerca produrrà opere che lui stesso identificherà con i gesti dei primi anni 60 dove alla materia pittorica unisce l'uso della plastica e ancora i labirinti che si possono definire lo sviluppo plastico delle mappe dove come illustra Maurizio Fagiolo dell’Arco «Caraceni sa che sostituire al labirinto duecento fili d'Arianna significa dar vita a un labirinto ancora più disperante, perché parte dal falso incoraggiamento a entrare nel quadro».
Poi ancora della sua produzione segnaliamo i geometrici e i semigeometrici le opere più vicine all'idea optical della sua produzione e probabilmente le più commerciali e decorative e infine i multipli opere degli anni settanta-ottanta che riprendono l'idea del segno continuo della sua prima produzione.
Una curiosità partecipa con alcune comparsate a film degli anni sessanta e in un film con Alberto Sordi del periodo interpreta un pittore informale.

## Mostre
Partecipa a tre edizioni della Biennale di Venezia 1956, 1958, 1968 , a tre edizioni della Quadriennale di Roma e a un'edizione della Biennale di Tokyo.
Inoltre a molte mostre personali, sia in vita che postume, diverse all'estero come ricorda Francesco Vincitorio in un suo articolo tra le sue mostre si ricordano:
Nel 1960 la mostra Bruno Caraceni Galleria Numero, Milano, 21 dicembre 1960 con presentazione di Bruno Munari e Bruno Alfieri, le due mostre presso la galleria il cavallino di Venezia nel 1960 e nel 1968 con presentazione di Maurizio Calvesi, la mostra Caraceni o il labirinto, curata da Maurizio Calvesi presso la Galleria Arte Centro, a Milano nel 1969, nel 1974 la mostra A Brevetti presso la galleria SM 13 di Roma, la mostra Bruno Caraceni a Palazzo Regazzoni - Flangini - Biglia di Sacile Dicembre 2008 a cura di Guido Bartorelli, Il convegno di studi sulla sua opera presso la fondazione Friuli 2009, la mostra Omaggio a Caraceni, un pioniere "rimosso" del novecento comune di Certaldo 2010.
E a diverse collettive tra cui:
1961 mostra autori contemporanei alla galleria il Triangolo Roma, 1963 Mostra Mercato Nazionale d'Arte Contemporanea a Palazzo Strozzi, Firenze,,
1968 mostra Osservato da dentro Palazzo Reale (Milano) sala delle Cariatidi,
1972 Premio nazionale di pittura Giggi Fazzi organizzato dalla galleria "Numero" Roma
2012 Mostra pittori chioggiotti del 900 Sale espositive del Museo Civico della Laguna Sud, S. Francesco fuori le mura.

## Musei e opere pubbliche
Un'opera tarda della serie dei "gesti" su tavola bianca è presente nella collezione permanente del Museo d'arte contemporanea Villa Croce.